# Андрейковски, Цачо
Цачо Андрейковски (болг. Цачо Андрейковски; род. 10 октября 1954, Ловеч) — болгарский боксёр, представитель легчайшей и полулёгкой весовых категорий. Выступал за сборную Болгарии по боксу на всём протяжении 1970-х годов, дважды серебряный призёр чемпионатов Европы, победитель и призёр многих турниров международного значения, участник двух летних Олимпийских игр.

## Биография
Цачо Андрейковски родился 10 октября 1954 года в городе Ловеч, Болгария.
В 1972 году отметился выступлением на юниорском чемпионате Европы в Бухаресте, где дошёл до четвертьфинала.
Впервые заявил о себе на международной арене в сезоне 1974 года, выиграв международный турнир в Белграде и чемпионат Европы среди юниоров в Киеве. Попав в основной состав болгарской национальной сборной, выступил на впервые проводившемся чемпионате мира по боксу в Гаване, тем не менее, выбыл здесь из борьбы за медали уже на предварительном этапе.
В 1975 году побывал на чемпионате Европы в Катовице, откуда привёз награду серебряного достоинства, выигранную в зачёте легчайшей весовой категории — в решающем финальном поединке по очкам уступил советскому боксёру Виктору Рыбакову.
Благодаря череде удачных выступлений удостоился права защищать честь страны на летних Олимпийских играх 1976 года в Монреале — в категории до 54 кг благополучно прошёл первого соперника по турнирной сетке, но во втором бою со счётом 0:5 потерпел поражение от представителя КНДР Ку Ён Джу, который в итоге и стал победителем этого олимпийского турнира.
После монреальской Олимпиады Андрейковски остался в составе боксёрской команды Болгарии и продолжил принимать участие в крупнейших международных турнирах. Так, в 1977 году он боксировал в полулёгком весе на европейском первенстве в Галле, где на стадии четвертьфиналов был побеждён немцем Рихардом Новаковским.
В 1978 году представлял страну на мировом первенстве в Белграде, взял здесь реванш у Новаковского, но в 1/8 финала был нокаутирован Виктором Рыбаковым.
На чемпионате Европы 1979 года в Кёльне стал серебряным призёром, в финале вновь встретился с Рыбаковым и снова потерпел поражение нокаутом.
Находясь в числе лидеров болгарской национальной сборной, Цачо Андрейковски прошёл отбор на Олимпийские игры 1980 года в Москве — на сей раз сумел выиграть у двоих соперников, тогда как в четвертьфинальном бою в очередной раз уступил своему давнему оппоненту Виктору Рыбакову. По окончании этой Олимпиады принял решение завершить спортивную карьеру.